# Eucalyptus oleosa
Eucalyptus oleosa, mallee rojo, es un árbol nativo de Australia. Las hojas fueron una vez cosechadas para la producción de cineol que está presente en el  aceite de eucalipto. En estos días Eucalyptus cneorifolia se usa por la gran cantidad de aceite que se encuentra en el nuevo crecimiento.

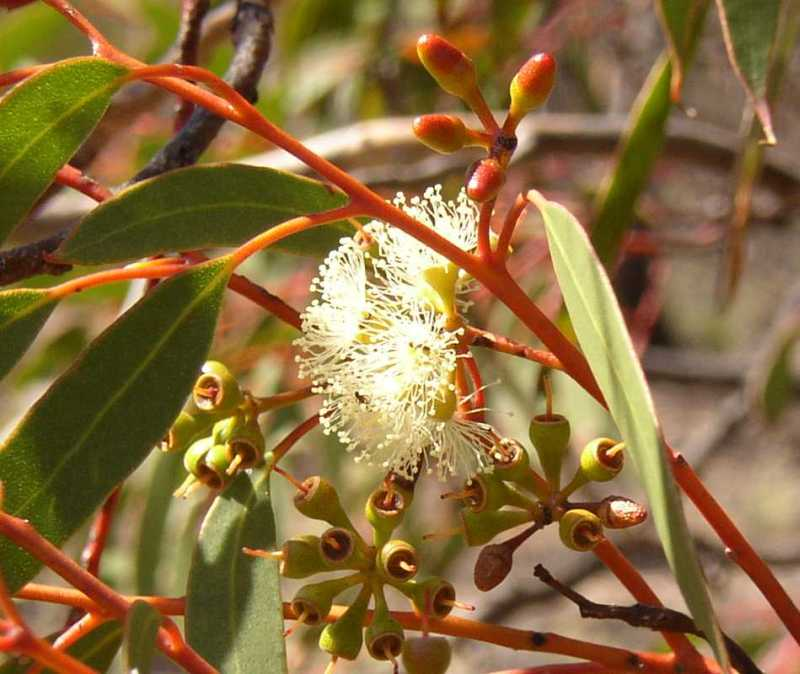
Detalle de la planta

## Taxonomía
Eucalyptus oleosa fue descrita por F.Muell. ex Miq. y publicado en Nederlandsch Kruidkundig Archief. Verslangen en Mededelingen der Nederlandsche Botanische Vereeniging 4(1): 127. 1856.
Etimología
Eucalyptus: nombre genérico que proviene del griego antiguo: eû = "bien, justamente" y kalyptós = "cubierto, que recubre". En Eucalyptus L'Hér., los pétalos, soldados entre sí y a veces también con los sépalos, forman parte del opérculo, perfectamente ajustado al hipanto, que se desprende a la hora de la floración.
oleosa: epíteto latíno que significa "con aceite".
Variedades y Sinonimia
subsp. ampliata L.A.S.Johnson & K.D.Hill, Telopea 8: 179 (1999).
subsp. corvina L.A.S.Johnson & K.D.Hill, Telopea 8: 178 (1999).
subsp. cylindroidea L.A.S.Johnson & K.D.Hill, Telopea 8: 178 (1999).
 subsp. oleosa.
- Eucalyptus turbinata Behr & F.Muell. ex Miq., Ned. Kruidk. Arch. 4: 137 (1856).
- Eucalyptus oleosa var. angustifolia Maiden, Crit. Revis. Eucalyptus 4: 278 (1920).

subsp. repleta L.A.S.Johnson & K.D.Hill, Telopea 8: 176 (1999). 
- Eucalyptus oleosa var. obtusa C.A.Gardner, J. Roy. Soc. Western Australia 34: 77 (1950).

subsp. victima L.A.S.Johnson & K.D.Hill, Telopea 8: 179 (1999).
subsp. wylieana L.A.S.Johnson & K.D.Hill, Telopea 8: 180 (1999).